# Улазне јединице
Улазне јединице (или улазни уређаји) јесу уређаји који се користе за унос информација и података у рачунар или неку другу машину. У улазне јединице спадају тастатуре, мишеви, микрофони, скенери, дигиталне камере, контролери, читачи бар-кодова и сл.

## Врсте улазних уређаја
Најчешћи начин уноса података у рачунарски систем је помоћу тастатуре. Уз помоћ тастатуре, врши се ручно уношење слова, посебних знакова и бројева у микропроцесор.
Уређаји за унос графичких информација:
- скенер;
- видео-камера и веб-камера...

Уређаји за унос аудио-информација:
- микрофон;
- диктафон;
- клавијатура...

Уређаји за показивање:
- миш;
- џојстик;
- трекбол;
- трекпојнт;
- светлосно перо;
- графички таблет;
- тач-скрин...

Уређаји за игру:
- гејмпед;
- џојстик;
- Wii Remote;
- играчки волан;
- светлосни пиштољ/пушка;
- плесна подлога...